# Стійка архітектура

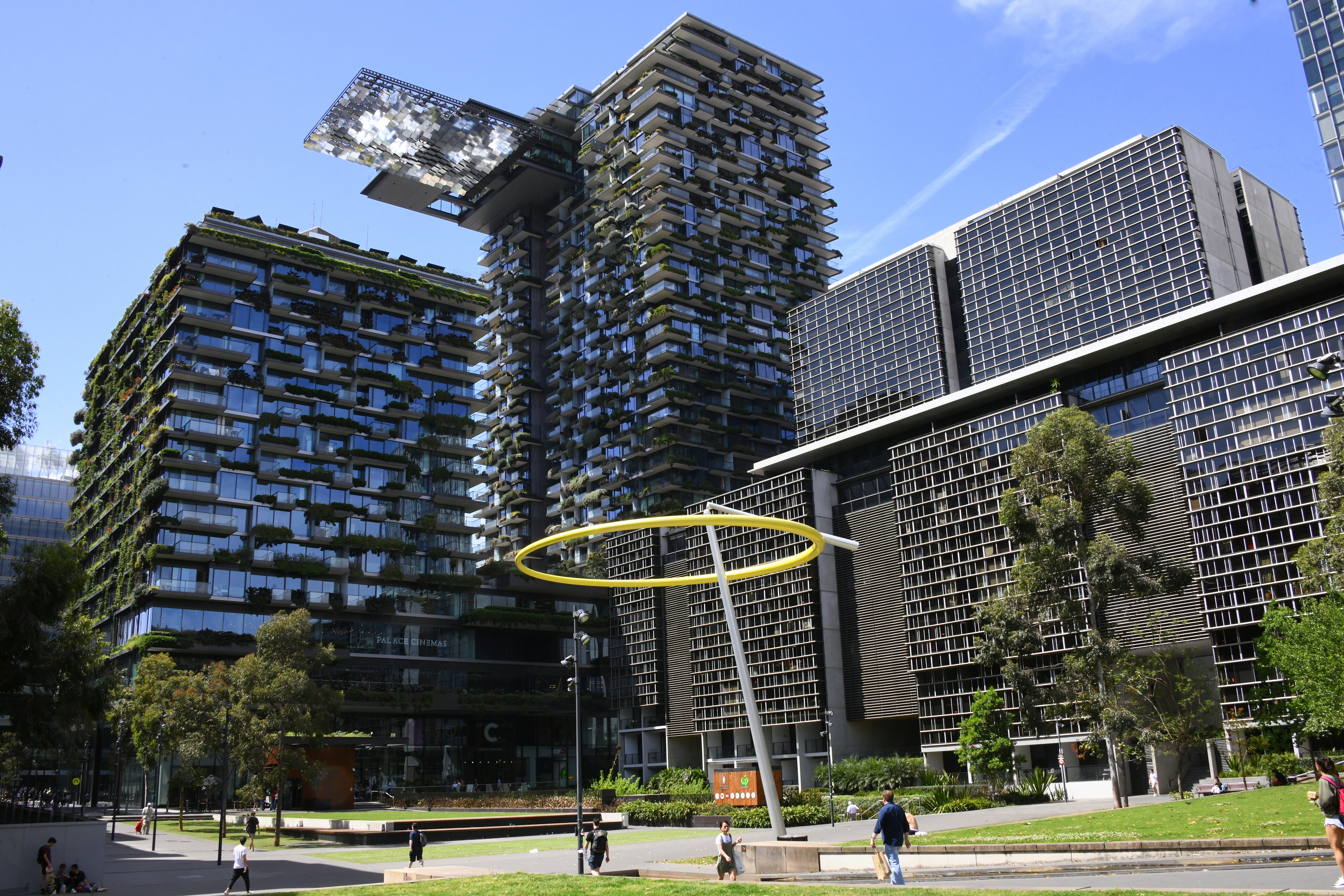
Вертикальні сади One Central Park, Сідней

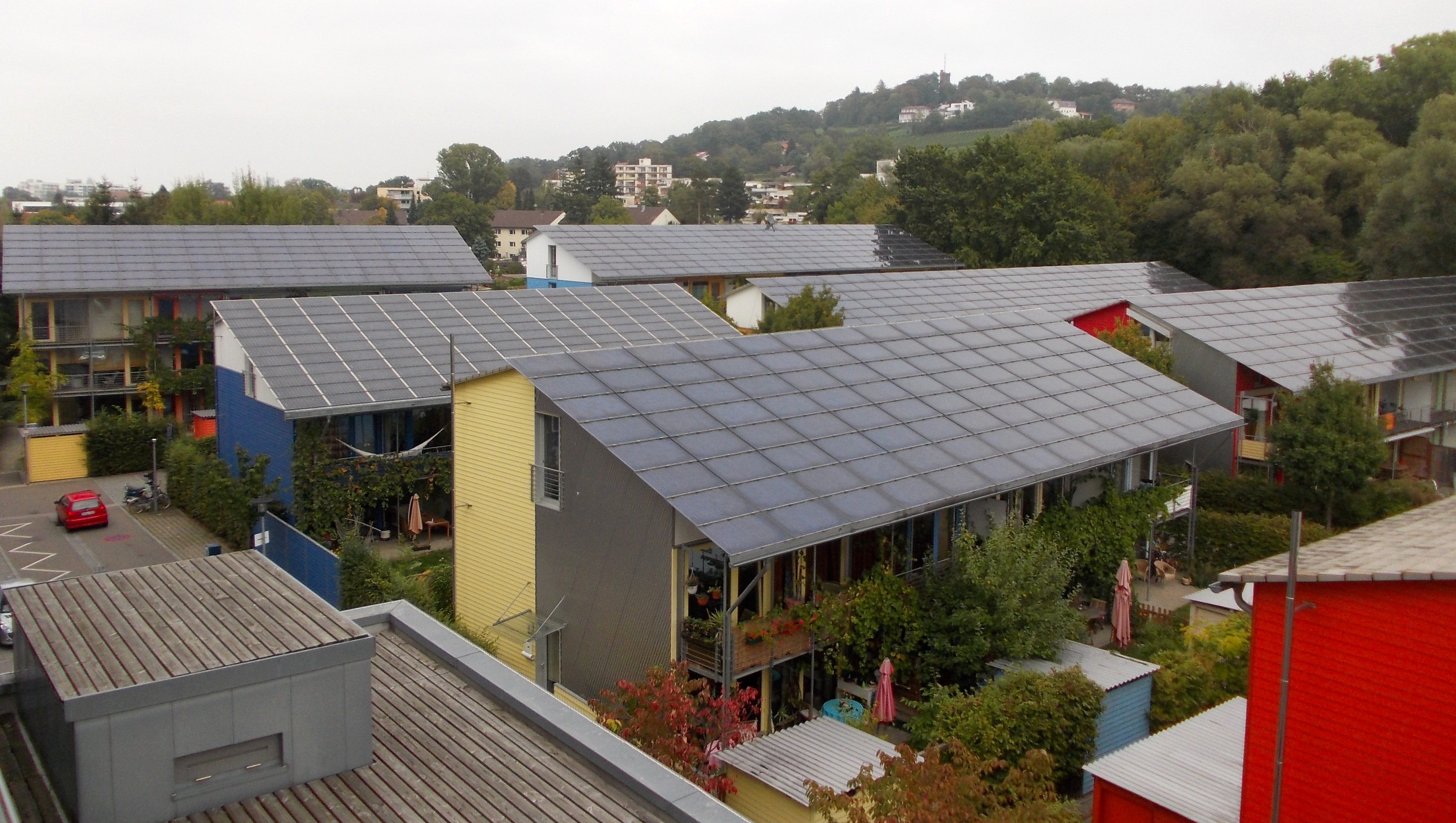
Активні будинки у Вобані, Фрайбург, Німеччина

Стійка архітектура (або зелена архітектура, природна архітектура, екологічна архітектура) — архітектура, що прагне звести до мінімуму негативний вплив будівель на довкілля через ефективність і поміркованість у використанні матеріалів, енергії, та розвитку простору і екосистем в цілому. Стійка архітектура використовує свідомий підхід до збереження енергії та екології при проєктуванні антропогенного середовища.

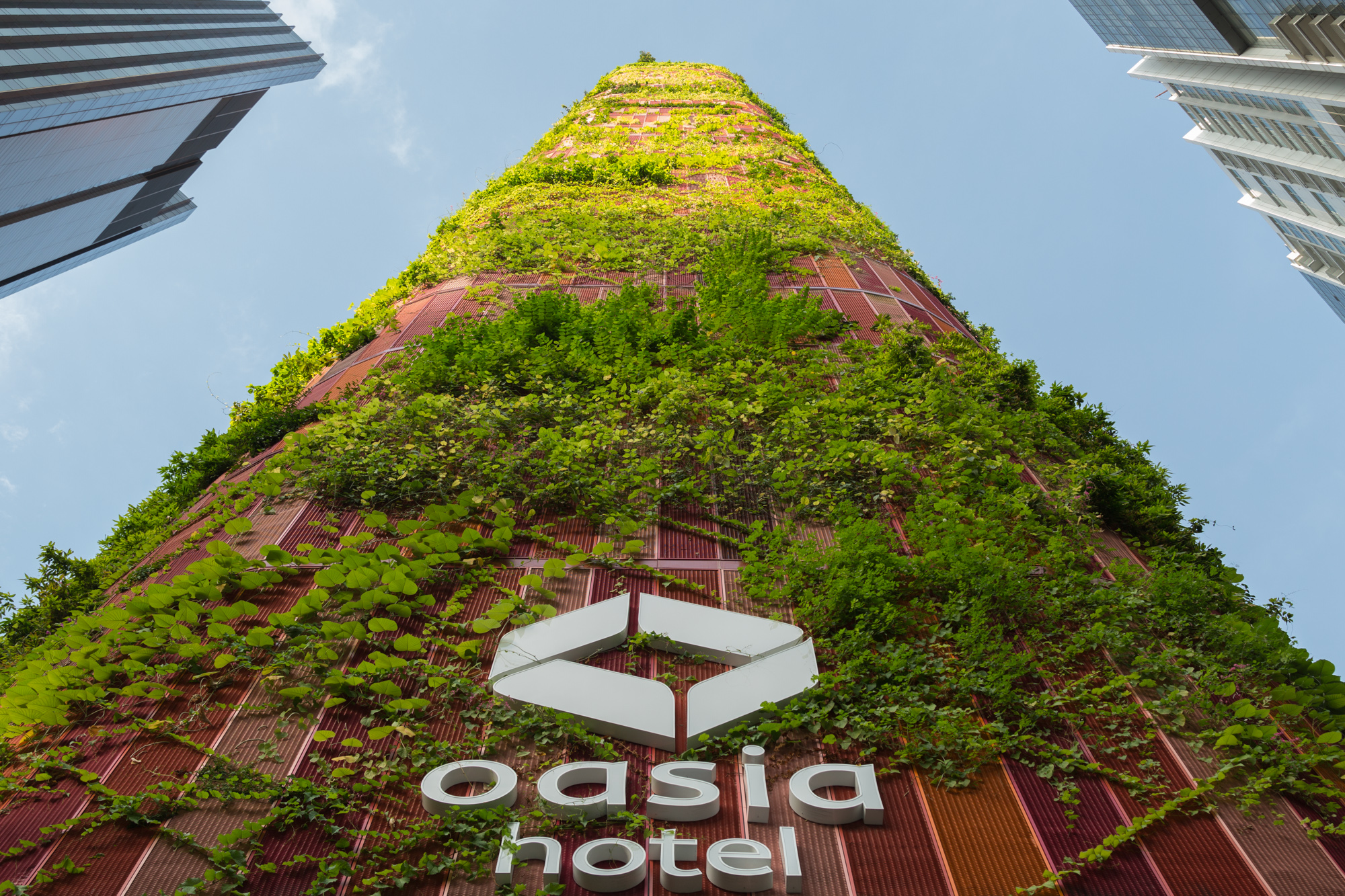
Готель Oasia, Сінгапур

Ідея стійкої архітектури, екологічного дизайну, екологічного будівництва та сталого розвитку сталих міст полягає в тому, щоб наші дії і рішення сьогодні не перешкоджали можливостям майбутніх поколінь.

## Принципи та характеристики

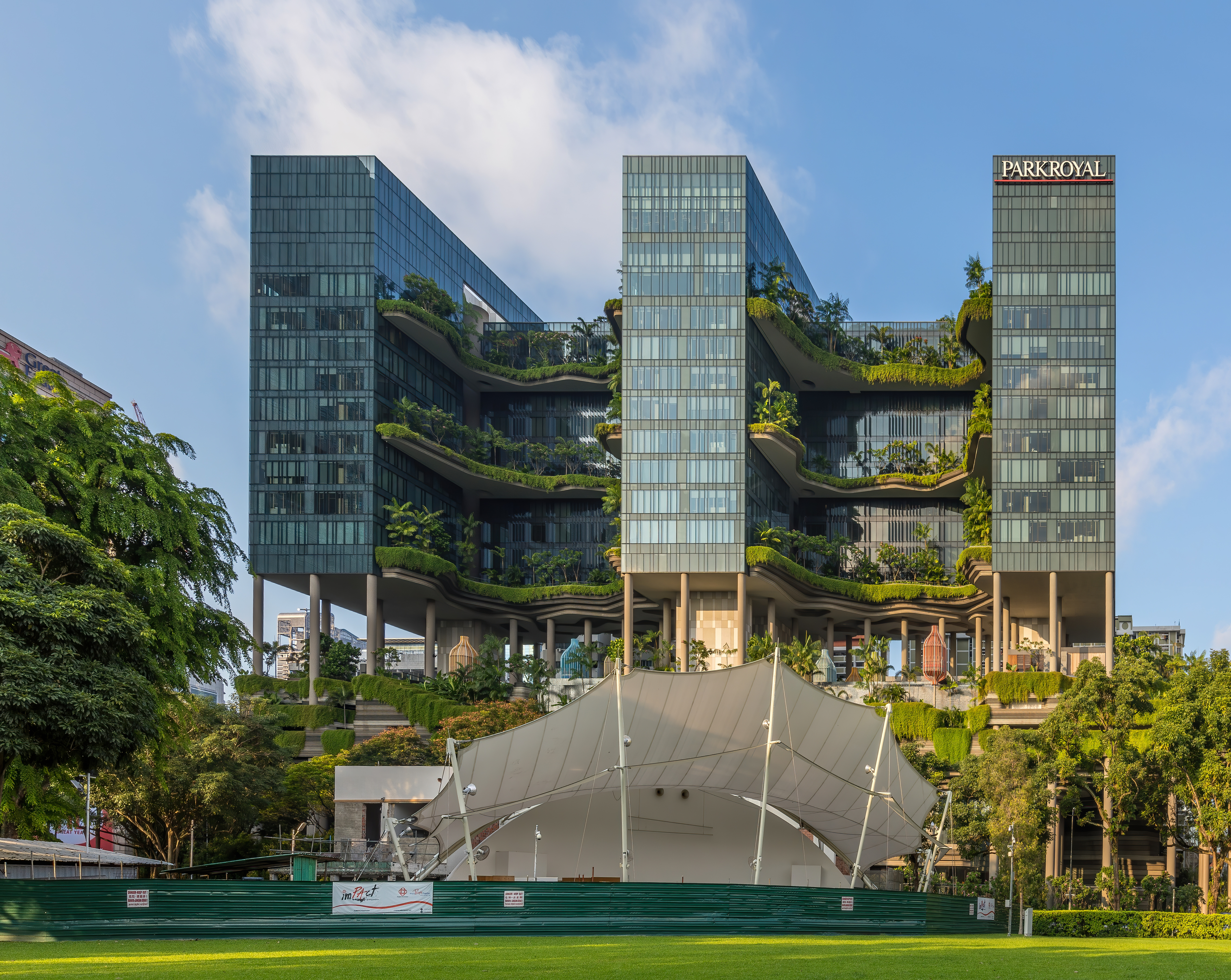
Готель Park Royal, Сінгапур

Стійка архітектура може включати такі принципи та характеристики: 
- Ефективні системи вентиляції, опалення, кондиціонування
- Енергоефективне освітлення та прилади
- Технології пасивного будинку
- Мінімальна шкода природному середовищу існування
- Альтернативні джерела енергії, такі як сонячна або вітрова
- Водозберігаюча сантехніка
- Несинтетичні, нетоксичні матеріали
- Місцеві природні матеріали
- Відповідальне ставлення до лісів та природи
- Адаптивне повторне використання старих будівель
- Використання перероблених будівельних відходів
- Ефективне використання простору

Найвища мета стійкої архітектури – бути повністю екологічною.

## Стійкі будівельні матеріали
Стійкі будівельні матеріали з низьким впливом на довкілля є одним з основних принципів стійкої архітектури та циркулярного будівництва. Стійкість матеріалів оцінюється за соціальними, економічними та екологічними факторами (див. також Сталий дизайн, Стабільне місто). Стійкі будівельні матеріали включають:

### Перероблені матеріали
Перероблені матеріали чинять менший негативний вплив на довкілля та пропонують економічну вигоду та, в деяких випадках, унікальні властивості перероблених матеріалів.
Прикладами є заповнювачі бетону з будівельних та інших відходів, армований переробленим сталевим волокном бетон, перероблений пластик та біопластик, повторно використана деревина тощо.

### Біологічні матеріали

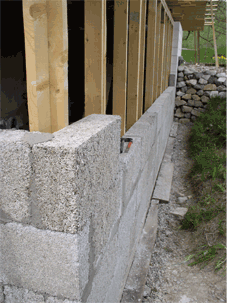
Блоки конопляного бетону з відходів коноплі

Відновлювані і біологічно розкладні матеріали, частина з яких виробляються з відходів сільського господарства в циркулярній біоекономіці.
- Конопляний бетон (костробетон, конопляний цемент[9]) — це різновид рослинного бетону[10], що складається з суміші конопляних волокон (костриці), вапна та води, який використовують як стійку альтернативу бетону. Він має чудові термо- та звукоізоляційні властивості, є легким, вогнетривким (в залежності від пропорцій) та поглинає вуглекислий газ під час процесу твердіння (реагуючи з CO2 повітря в процесі карбонізації), на додачу до вуглецю, який накопичується в целюлозі волокон в процесі росту коноплі, що загалом робить його унікальним вуглецево-негативним стійким будівельним матеріалом.[11][12] Окрім бетону, з костриці виробляють плити та цеглу.[9]
- Матеріали на основі міцелію: легкі матеріали, придатні для ізоляції, пакування та навіть структурних компонентів. Перспективні як тепло- та звукоізоляційна піна. Мають низьку щільність і теплопровідність, високе звукопоглинання і пожежобезпечність. Можуть замінити пінопласт, дерев’яну та пластикову ізоляцію, дверні серцевини, панелі, компоненти підлоги та меблів.[13] Поєднуються з іншими сільськогосподарськими та промисловими відходами для створення композитних матеріалів.[14]
- Відходи виробництва цукрової тростини, зернових культур та інші сільськогосподарські відходи, та їх комбінації, використовуються на фермах для виготовлення цегли, панелей, будівельних розчинів тощо.[15]
- Поліуретани на біологічній основі: поліуретани на біологічній основі виготовляють з рослинних олій, біомаси або CO2, і вони знаходять застосування у пінах, клеях і покриттях.[16][17] Застосування поліуретанових покриттів на біологічній основі призвело до меншого часу висихання та вищої твердості з однаковим блиском, хімічною стійкістю та механічною стійкістю.[18]

### Зелені дахи та стіни

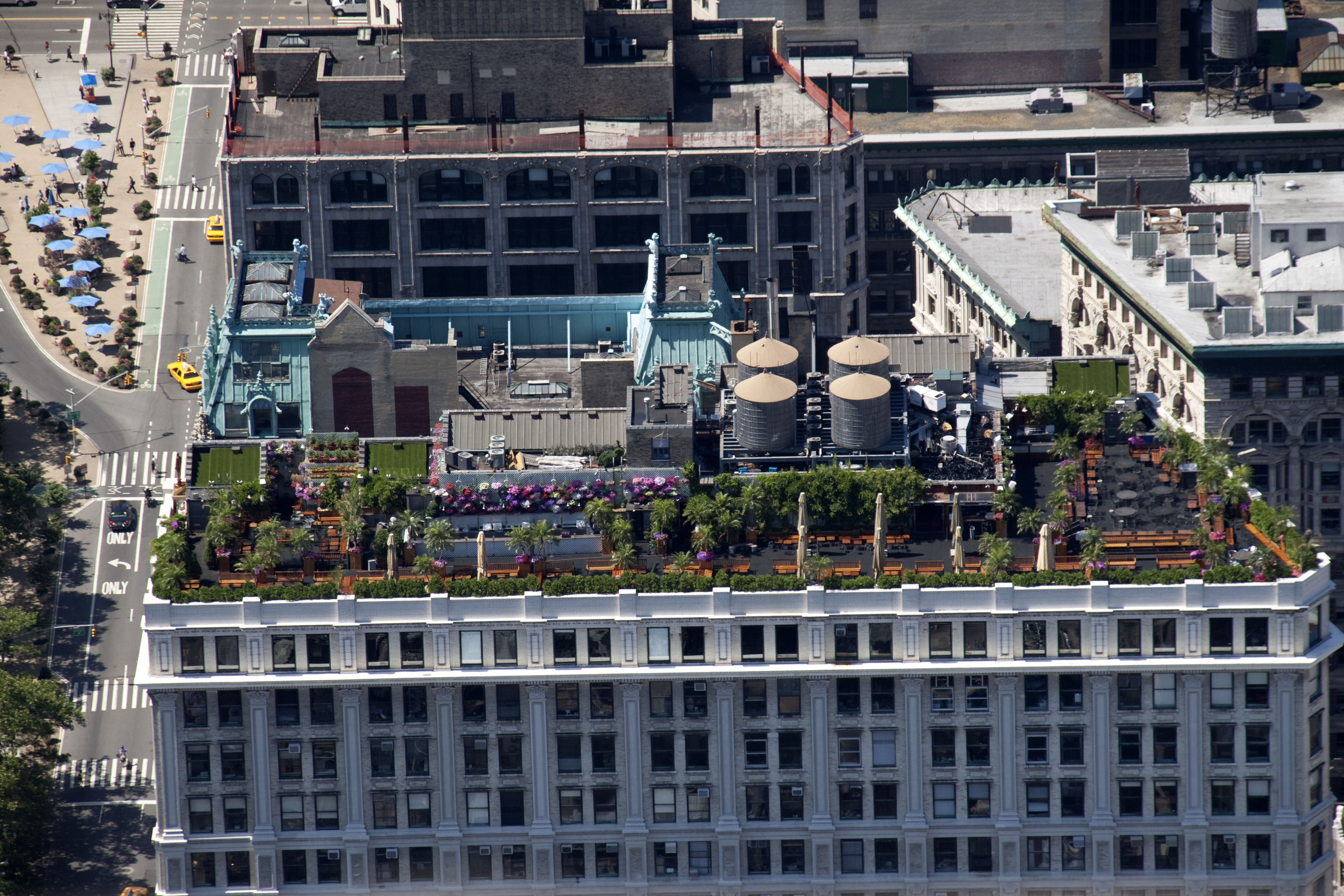
Сад на даху, Нью-Йорк

Зелені стіни та озеленення дахів пропонують переваги для навколишнього середовища, такі як поглинання вуглецю, покращення якості повітря, зменшення шуму та управління зливовими водами, а також забезпечують економічні переваги завдяки енергоефективності – теплоізоляція в холодні пори року та охолодженню повітря влітку. Крім того, вони покращують соціальний добробут та психічне здоров'я, та сприяють біорізноманіттю в міському середовищі.
Міські сільськогосподарські ініціативи, такі як громадські сади та ферми на дахах, сприяють місцевому виробництву продуктів харчування та зміцнюють зв’язки в громадах. Вертикальні ферми та міське сільське господарство використовують гідропоніку або аеропоніку, максимізуючи простір і мінімізуючи споживання води.
Фасади з інтеграцією технології вирощування зелених водоростей можуть забезпечити будівлі відновлювальним біопаливом для енергетичних потреб.

### Низько-вуглецевий цемент
Виробництво бетону на основі портландцементу є значним джерелом викидів CO2 в атмосферу, на які припадає 5-8% світових викидів. Такі матеріали, як шлак, метакаолін, кальцинована глина та вапняк, можуть замінити клінкер, зменшуючи викиди CO2 при виробництві цементу. Заповнювачі з різноманітних перероблених відходів також сприяють зменшенню викидів вуглецю, приблизно на 20%.
Біобетон, який використовує осадження карбонату кальцію, викликане мікроорганізмами (MICP), пропонує CO2-негативну альтернативу шляхом поглинання вуглецю в карбонатних сполуках.

## Відновлювальна енергетика та енергоефективність

### Відновлювальна енергетика

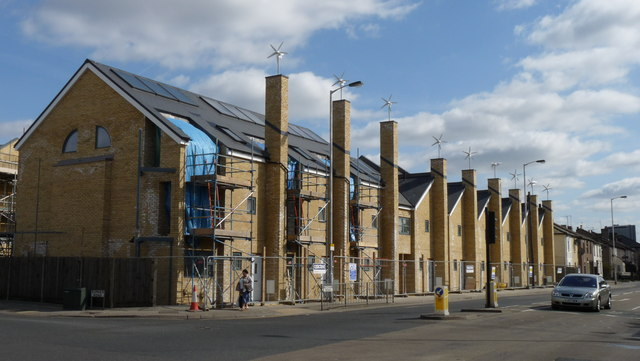
Комбінація сонячних панелей та вітрових турбін на даху будинку

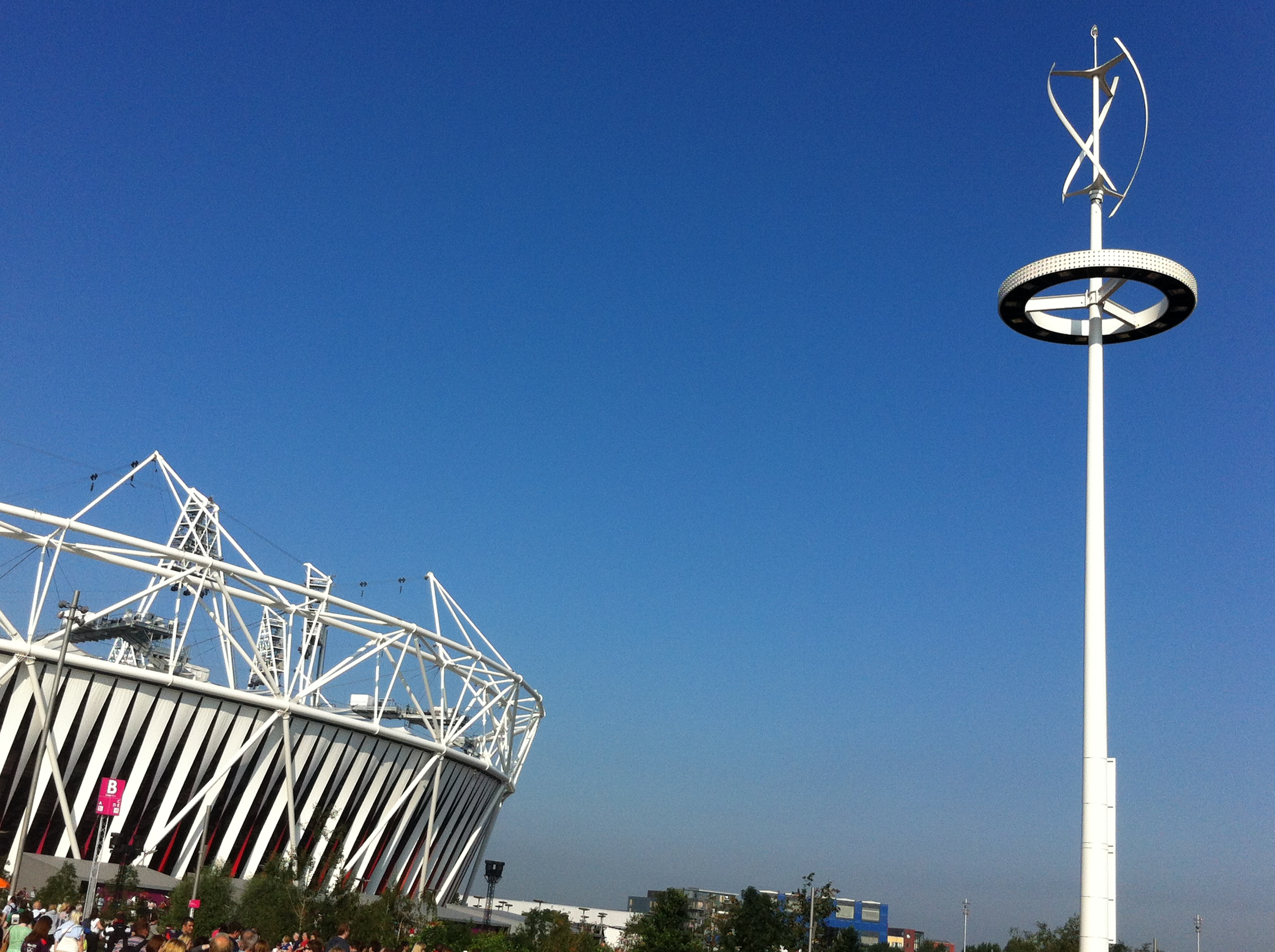
Вітрова турбіна Quietrevolution на світлодіоідному ліхтарі поблизу Олімпійського стадіону (Лондон)

Інтеграція відновлюваної енергетики включає такі технології, як:
- сонячні панелі[31] та сонячна черепиця,
- вітрові турбіни (горизонтальні, вертикальні та інші[en])[32][33][34],
- гідроенергетика (мікро гідро[en][35][36], піко гідро[en][37][38]),
- геотермальна енергія[39][40],
- енергія біомаси[41][42],
- та їх комбінації[43][44][45],

щоб задовольнити енергетичні потреби будівлі чи інфраструктури.
Встановлення вітрових турбін на будівлях може задовольнити близько 15% енергетичних потреб будівлі, тоді як інтеграція сонячних панелей може збільшити внесок відновлюваної енергії до 83%. Фінансові стимули, такі як субсидії на впровадження відновлюваних технологій, підвищують привабливість цих інновацій.

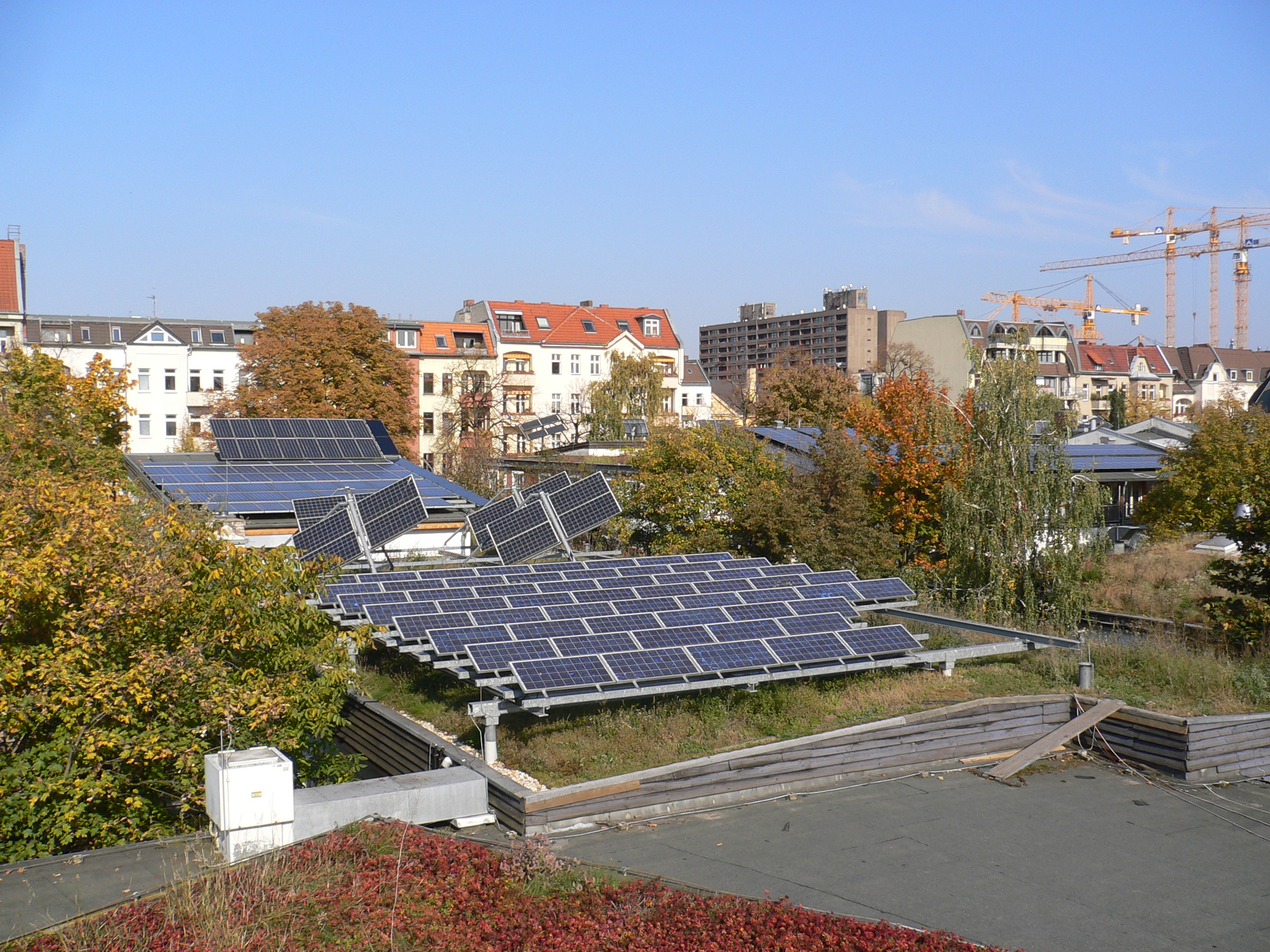
Синергія сонячних панелей та зелених дахів (Берлін)

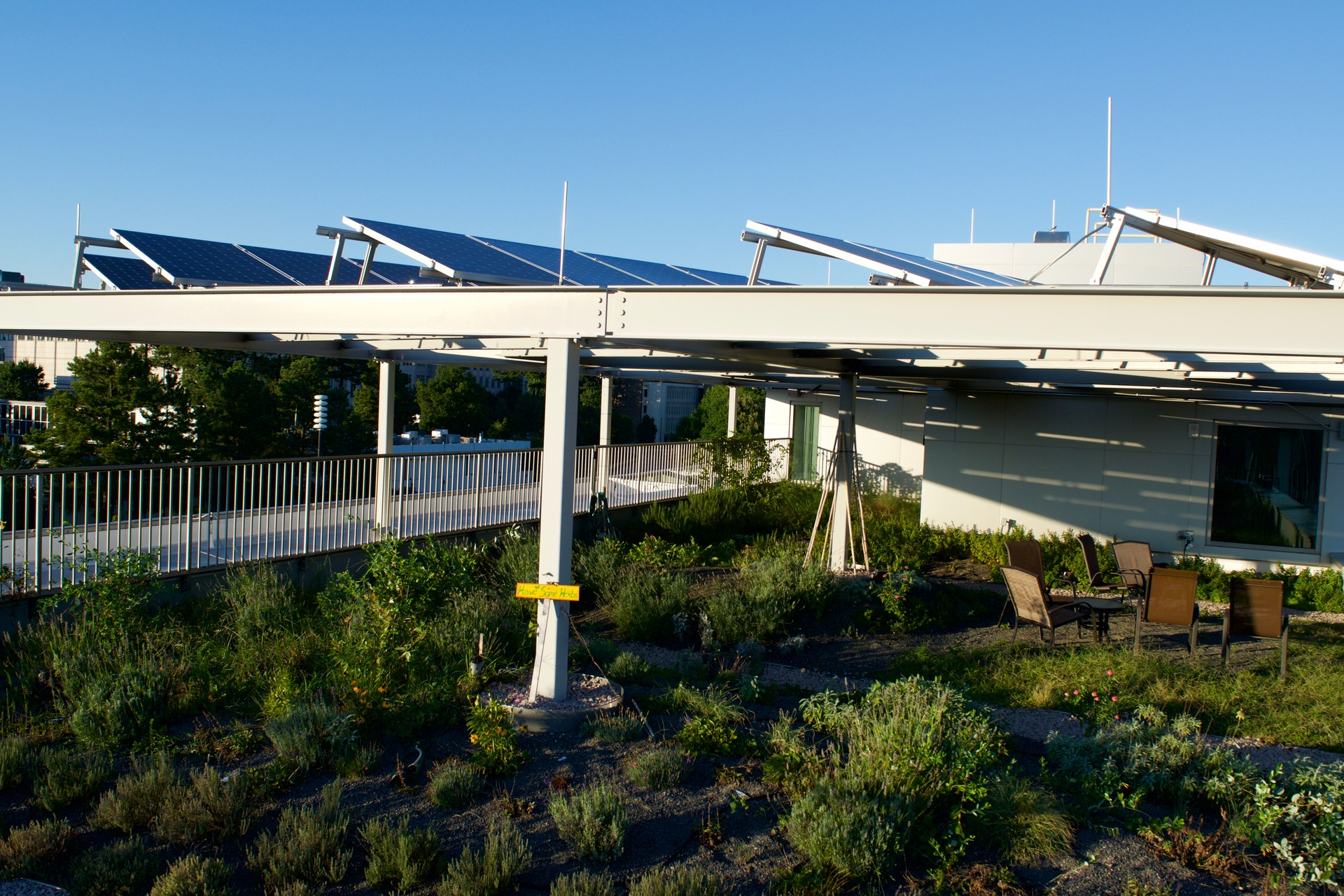
Поєднання ферми на даху з сонячними панелями та місцем для відпочинку

Зелені дахи у поєднанні з сонячними панелями є прикладом більш ефективного використання доступного простору. Зелені дахи покращують якість повітря, зменшують концентрацію парникового вуглекислого газу (CO2), покращують ментальне здоров'я людей і біорізноманіття, та покращують термоізоляцію дахів; тоді як сонячні панелі є джерелом чистої відновлювальної енергії.  Синергія фотоелектричних дахів із зеленими дахами покращує термоізоляцію дахів, а також знижує температуру фотоелектричних елементів (до 8°C), чим подовжує термін служби фотоелектричної системи, та збільшує вихід енергії на 18%. Також, окрім звичайних зелених дахів, сонячні панелі можуть поєднуватися з садами (фермами) на дахах, задля додаткового виробництва їжі у міському середовищі. Аналіз 13 мільйонів будівель у 124 китайських містах показав, що оптимальним (для умов регіону) є співвідношення: 61% площі дахів відведених для садів (ферм) на дахах, а решта 39% – для сонячних панелей.
Системи накопичення енергії допомагають зберігати надлишкову енергію, вироблену з відновлюваних джерел, для подальшого використання та перенаправлення надлишку до мережі, підвищуючи енергостійкість і зменшуючи пікове споживання з мережі.

### Енергоефективність
Енергоефективність відіграє важливу роль у стійкій архітектурі. Це включає енергозбереження для опалення, кондиціонування, освітлення та інших цілей; а також використання відновлюваних джерел енергії. На будівлі припадає 40% світового споживання енергії. Завдяки інтеграції принципів енергоефективних проєктування, матеріалів і технологій, можливо збільшити прибутки, знизити експлуатаційні витрати, скоротити викиди парникових газів і сприяти цілям сталого розвитку. Енергоефективні технології та практики включають:

Пасивний будинок

- Пасивний будинокСтратегії пасивного дизайну: правильна орієнтація будівлі, оптимізоване розміщення вікон, природне освітлення, пасивна вентиляція[en] та ефективна ізоляція, задля зменшення потреби в нагріванні та охолодженні.
- Високоефективні ізоляційні конструкції: аерогелі та вакуумні ізоляційні панелі, для мінімізації передачі тепла через стіни, дахи та підлоги, тим самим зменшуючи споживання енергії будівлею.[54]
- Енергоефективні системи опалення, вентиляції та кондиціонування повітря (HVAC): такі як теплові насоси, системи водяного опалення, повітряне опалення, променеве опалення та охолодження[en], системи енергоменеджменту, та інші, щоб забезпечити тепловий комфорт з мінімальним споживанням енергії.[54][55] Системи штучного інтелекту використовуються для прогнозування, оптимізації, контролю та діагностики систем опалення, вентиляції та кондиціонування.[56][57][58]
- Передові технології освітлення: світлодіодні лампи та стрічки, системи збору денного світла[en] та датчики присутності[en], щоб мінімізувати споживання електроенергії, забезпечуючи достатній рівень освітлення.[59][60]
- Автоматизація розумних будівель: системи управління, які використовують датчики та алгоритми для оптимізації споживання енергії, регулюючи освітлення, опалення та охолодження на основі наявності та кількості людей, зовнішніх погодних умов і тарифів на електроенергію.[61][62]
- Розумні матеріали: є експериментальними перспективними матеріалами в будівництві. Наприклад, термоелектричні матеріали[en], засновані на термоелектричному ефекті, можуть генерувати енергію від різниці температур, що може знайти застосування в ізоляційних матеріалах та мікроелектроніці.[63] Фотохромні матеріали, які здатні змінювати колір в залежності від освітлення, досліджуються для використання у вікнах та будівельних композитах.[64] Самовідновлювальні матеріали, такі як бетон, асфальт, покриття, полімери та композити детально описані далі.

## Сталий дизайн

### Цифрові інструменти

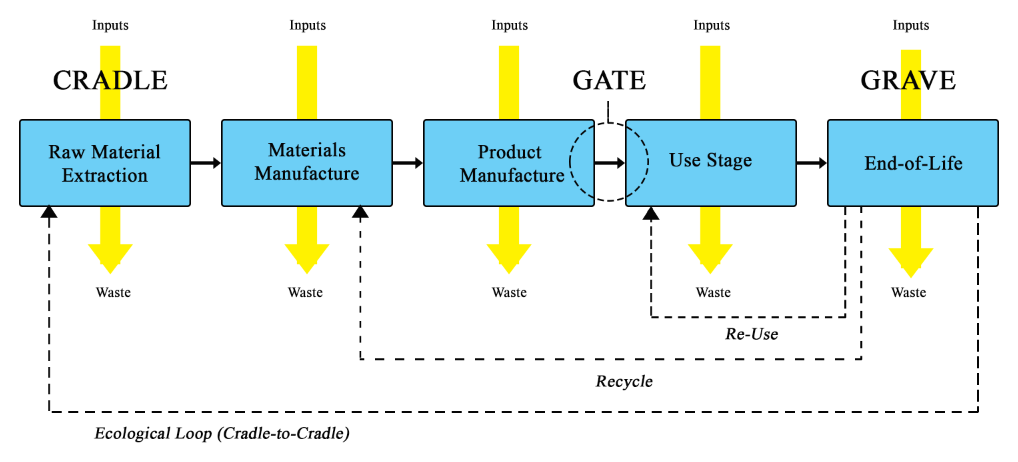
Приклад діаграми етапів оцінки життєвого циклу (LCA)

Цифрові інструменти, такі як інформаційне моделювання будівель (BIM) та цифрові двійники (віртуальні будівлі), спрощують процес проєктування та будівництва, що призводить до зменшення відходів та більш ефективного використання ресурсів. Це призводить до економії коштів і скорочення термінів реалізації проєкту. Для існуючих конструкцій, цифрові інвентаризації та використання таких технологій, як 3D-сканування, полегшують ідентифікацію матеріалів для повторного використання або переробки, сприяючи зменшенню відходів під час знесення.
Електронний паспорт будівлі, що може включати один чи декілька варіацій цифрових документів, таких як паспорт матеріалу, цифровий паспорт продукту, будівельний паспорт, електронний будівельний файл або цифровий будівельний журнал, — надає вичерпну інформацію про матеріали, енергоефективність, технічний стан та інші характеристики будівлі, які використовуються в будівництві, для полегшення процесів демонтажу, реконструкції та переробки в майбутньому. Електронний паспорт будівлі може бути заснованим на даних з BIM, і дозволяє оцінити потенціал переробки існуючих будівель.
Оцінка життєвого циклу (LCA) – практична методологія оцінки ефективності та інструмент, що аналізує наслідки продукції для довкілля. LCA у будівельній сфері використовується для вимірювання впливу всієї будівлі на довкілля або оцінки окремих компонентів будівлі. Інструменти LCA, такі як GaBi, SimaPro та інші, використовуються для оцінки впливу продукції на довкілля та оцінки запасів. Інтеграція баз даних LCA з BIM допомагає архітекторам та інженерам приймати більш обґрунтовані рішення щодо матеріалів і методів будівництва, які мінімізують вплив на довкілля. Бази даних LCA можуть служити еталоном для стандартів сталого розвитку, допомагаючи галузі вимірювати та покращувати свою ефективність з часом. Використання технології RFID (радіочастотна ідентифікація), дозволяє відстежувати матеріальні потоки в режимі реального часу, зменшуючи відходи та підвищуючи потенціал повторного використання матеріалів після деконструкції. RFID також може допомогти виконати нормативні вимоги щодо відстеження матеріалів і управління відходами, потенційно зменшуючи юридичні ризики та покращуючи репутацію галузі. (див. також Сталий дизайн, Стабільне місто)

## Повторне використання ресурсів
Повторне використання ресурсів зменшує витрату ресурсів та мінімізує відходи. Дві основні стратегії повторного використання матеріалів включають:

### Врятовані та відновлені матеріали

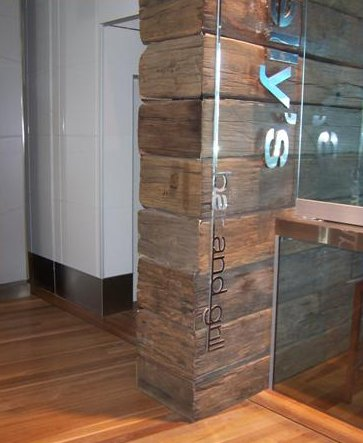
Повторне використання деревини

Використання врятованої деревини, конструкційної сталі, цегли та інших відновлених при демонтажі чи знесенні матеріалів у будівництві. Це дає значні переваги в екологічному, економічному та соціальному аспектах, оскільки використання таких матеріалів зменшує кількість відходів на звалищах, мінімізує забруднення, зменшує викиди CO2 від транспорту та виробництва, сприяє економічному зростанню, зберігає землю для розвитку, пом’якшує ризики для екосистем і здоров’я людини від токсичних речовин і забрудненого повітря зі звалищ, і, зрештою, сприяє сталому розвитку та управлінню ресурсами.

### Адаптивне повторне використання будівель
Адаптивне повторне використання будівель – перепрофілювання існуючих будівель або споруд для нових цілей. Наприклад, реконструкція та адаптоване повторне використання недостатньо використовуваних або занедбаних будівель може оживити околиці, одночасно досягаючи екологічних переваг та зберегти втілену в будівництво енергію. Будинки культурної спадщини займають унікальну нішу в міському ландшафті. Окрім житла, вони втілюють місцеві культурні та історичні особливості, які визначають спільноти. Таким чином, подовження терміну експлуатації має численні переваги, які виходять за межі самого проєкту на навколишню територію, сприяючи економічному та соціальному розвитку.

## Переробка будівельних відходів

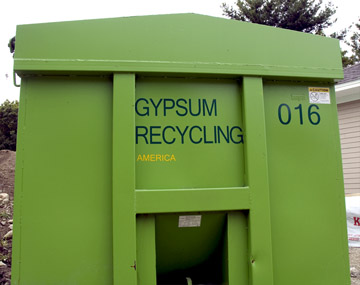
Контейнер для сортування відходів на будівельному майданчику

Будівельні відходи та відходи знесення можуть бути повторно використані або перероблені. Теоретично, можливо використовувати все будівельне сміття, але за умови його сортування. Наприклад, навіть пошкоджені бетон, керамічна плитка та цегла подрібнюються і додаються в нові будівельні компоненти, або використовуються як цінні продукти в інших секторах циркулярної економіки. Ефективне управління відходами допомагає зменшити кількість небезпечних відходів на звалищах та викидів CO2, мінімізувати витрати, пов’язані з будівництвом проєкту, та отримати додаткову цінність і нові робочі місця. (див. Переробка будівельного сміття, Циркулярне будівництво)

## Довговічність
Проєктування будівель та інфраструктури для довговічності допомагає звести до мінімуму потребу в частому обслуговуванні та заміні. Це включає використання передових технологій проєктування, якісних матеріалів, регулярне технічне обслуговування та довговічні будівельні матеріали та методи.

### Довговічні будівельні матеріали
Включення високоміцних композитних матеріалів, таких як фібробетон (FRC), вуглепластик (CFRP), армовані волокном полімери (FRP) та інші, у структурні елементи для підвищення їх довговічності та стійкості до корозії, зменшуючи потребу в частому обслуговуванні та заміні.
- Довговічні бетони: самовідновлювальний бетон[en] є одним з найперспективніших видів бетону. Існує багато рішень для покращення аутогенного загоєння тріщин, шляхом додавання домішок, таких як мінеральні домішки, кристалічні домішки та суперабсорбуючі полімери.[106][107] Крім того, бетон можливо модифікувати для вбудованих автономних методів самовідновлення: самовідновлення на основі капсул, судинне самовідновлення та мікробне самовідновлення є найпоширенішими видами технологій самовідновлення бетону, серед інших.[108][109][110] Ще стародавні римляни використовували тип вапняного розчину, який, як було встановлено, самовідновлювався. Кристали стратлінгіту утворюються вздовж міжфазних зон римського бетону, зв’язуючи заповнювач і розчин разом; і цей процес триває навіть через 2000 років, що було відкрито у 2014 році.[111] Окрім самовідновлювального бетону, використовують ще багато інноваційних видів бетону для збільшення довговічності споруд: високоміцний бетон (HSC), бетон надвисоких характеристик (UHPC), високодовговічний бетон (HDC), геополімерний бетон з додаванням наноматеріалів, та інші види.[112][113]
- Інші самовідновлювальні матеріали[en]: все частіше використовуються в будівництві для підвищення довговічності та зменшення потреб у обслуговуванні, кожен з яких пропонує унікальні переваги для різних будівельних застосувань. Самовідновлювальний асфальт здатен відновлювати тріщини, спричинені пошкодженнями або віком.[114][115][116] Різноманітні самовідновлювальні покриття захищають поверхні від корозії, стирання та інших форм пошкодження.[117][118][119][120] Самовідновлювальні полімери[121][122] та композити[123][124] можуть відновлювати пошкодження, викликані механічним впливом, сприяючи підвищенню стійкості та довговічності будівельних матеріалів і конструкцій.
- Нанотехнології та наноматеріали: відіграють важливу роль у підвищенні міцності та довговічності будівельних матеріалів і конструкцій. Наночастинки вводяться в бетон, асфальт, цеглу, деревину, сталь для підвищення міцності та довговічності, що робить їх дуже перспективним матеріалом у промисловості будівельних матеріалів[125]; але виробництво та використання наночастинок вимагає нагляду та регулювання перед широким впровадженням, щоб уникнути будь-яких шкідливих наслідків для здоров'я, тому що деякі з них можуть, в деяких випадках, нести шкоду, при неконтрольованому використанні.[126][127] Нанопокриття, включаючи гідрофобні, вогнетривкі, самоочисні, енергоефективні, самовідновлювальні та інші, захищають поверхні будівель від пошкоджень, корозії та сприяють збереженню енергії.[128] Гідроізоляційні рішення використовують наночастинки в порах будівельних матеріалів, таких як бетон та покриття, утворюючи захисний бар’єр, який запобігає проникненню води.[129][130] Наноізоляційні матеріали (NIM), такі як аерогелі, піни і вакуумні ізоляційні панелі[en], показують високу ефективність у термоізоляції[131]; тоді як аерогелі та піни на основі наноцелюлози[en], що виробляється в циркулярній біоекономіці, мають значно кращі властивості, ніж пінополістирол, поліуретанові піни та скловата.[132]

### Будівельні методи та технології
Будівельні методи та технології, які підвищують структурну цілісність і довговічність, включають, наприклад, глибокий фундамент, попередньо напружений залізобетон, конструкції з композитної деревини, що проявляє високу міцність, вогнетриви та технології покращення вогнетривкості, та інші.

## Рекорди

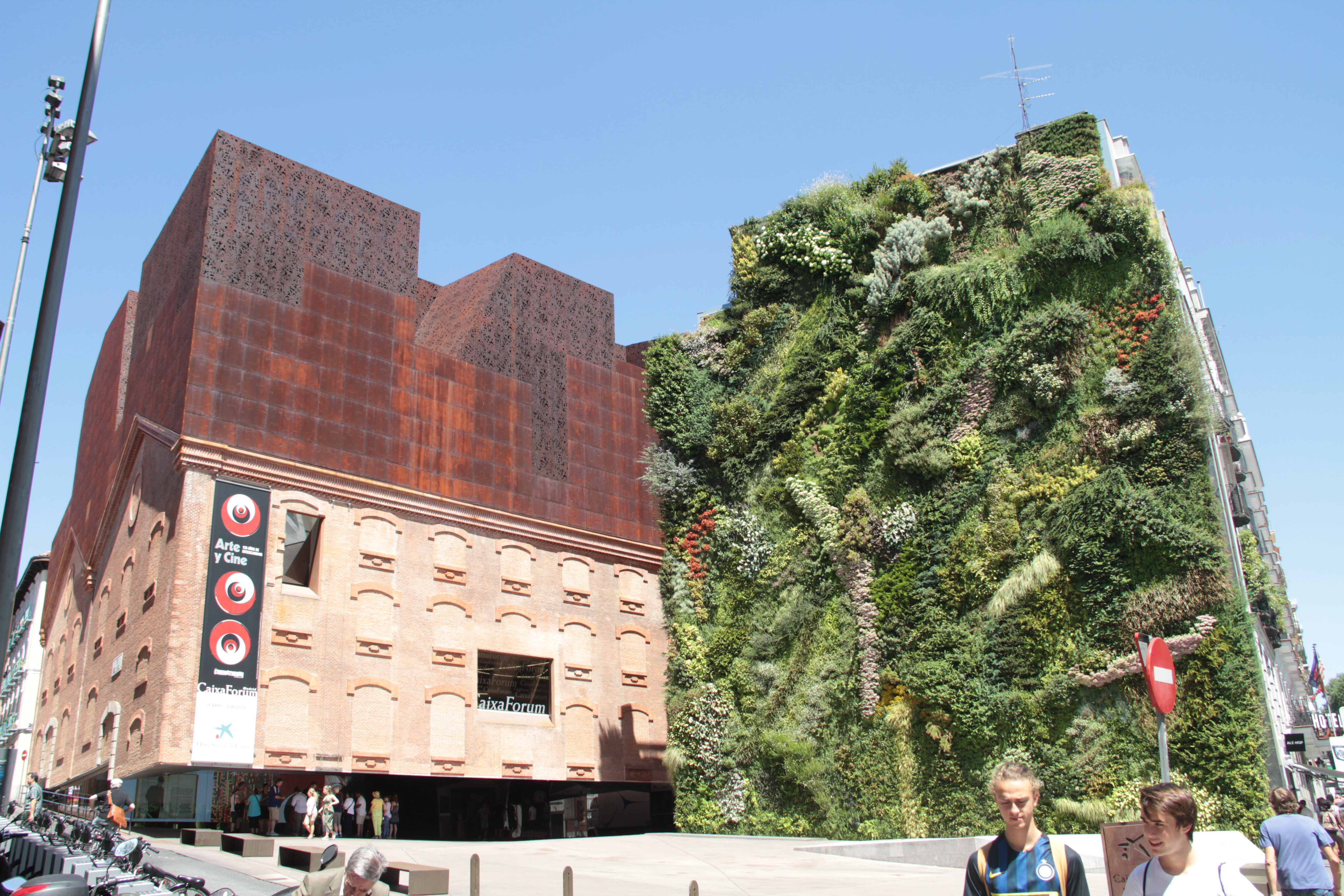
Зелені стіни Caixa Forum, Мадрид, Іспанія

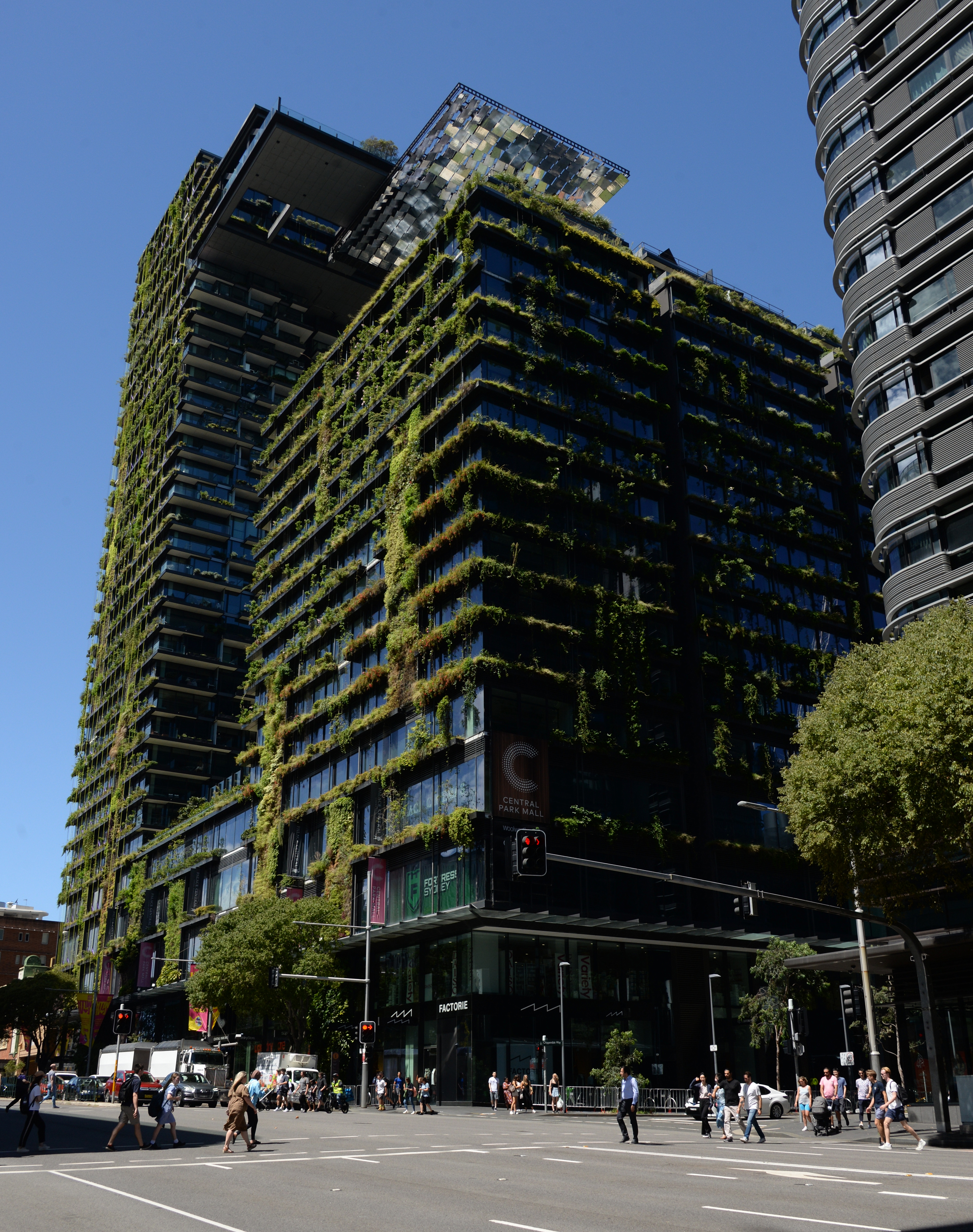
One Central Park, Сідней

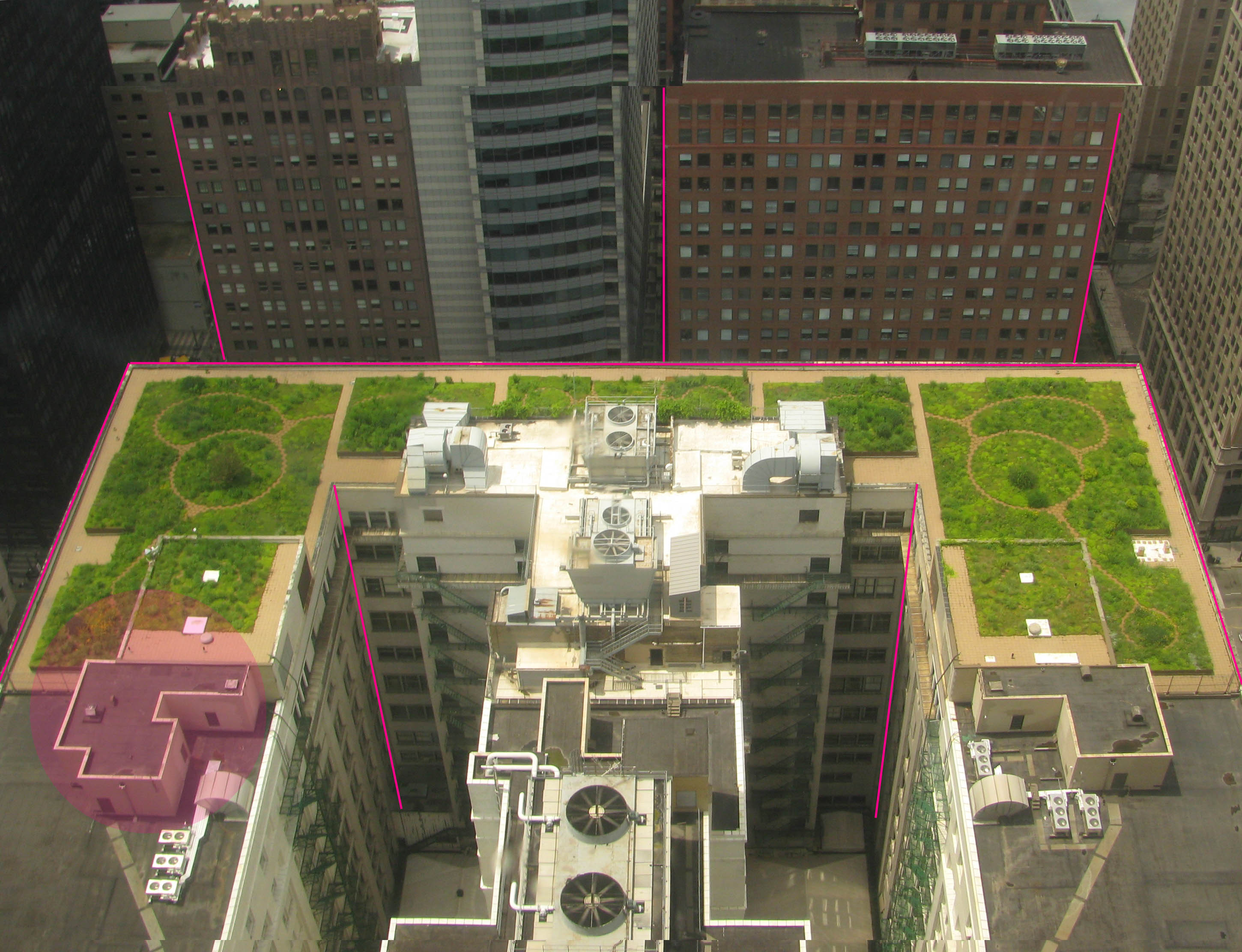
Зелені дахи Chicago City Hall, США

- Найбільша зелена стіна: Caixa Forum (Мадрид, Іспанія). Розроблена французьким ботаніком Патріком Бланом, охоплює приголомшливу площу 460 квадратних метрів і містить понад 15 000 рослин 250 різних видів.[140]

- Найвища зелена стіна: One Central Park[en] (Сідней, Австралія). Цей вертикальний сад висотою 33 поверхи охоплює всю висоту житлової вежі, займаючи площу 1120 квадратних метрів.
- Найбільший сад на даху: мерія Чикаго (США), 3530 квадратних метрів, забезпечуючи середовище існування для місцевої дикої природи та допомагаючи зменшити ефект міського теплового острова. Сад містить 20 000 рослин, включаючи кущі, дерева та трави, і важливе середовище існування для комах, зменшує стік дощової води, покращує якість повітря, зберігає енергію та зменшує ефект міського теплового острова.[141]
- The Edge (Амстердам, Нідерланди) часто вважають найекологічнішою офісною будівлею у світі, бо вона досягла найвищого рейтингу за BREEAM (Метод оцінки навколишнього середовища будівельних дослідницьких закладів), коли-небудь зафіксованих, набравши 98,4%. Будівля використовує низку екологічних функцій, включаючи збір дощової води, розумне світлодіодне освітлення та пасивну систему клімат-контролю.[142]